# Jon Connor
Pour les articles ayant des titres homophones, voir John Connor et John Connor (écrivain).
Jon Connor, de son vrai nom Jon Kevin Freeman, Jr., né le 13 avril 1985 à Flint, dans le Michigan, est un rappeur américain. Connor publie divers mixtapes durant sa carrière. Il compte un album, Unconscious State, et est membre du label de Dr. Dre, Aftermath Entertainment.

## Biographie

### Jeunesse
Jon Kevin Freeman, Jr. est né à Flint, dans le Michigan. Il est le fils de Mahley et Jon Freeman Sr. Grâce à son père, il découvre très tôt la musique. Il commence à composer des morceaux à l'âge de 10 ans. Peu de temps après, il vend ses propres mixtapes, à l'arrière de la voiture de sa mère. Soutenu par cette dernière, il fonde à seulement 14 ans, son propre label, All Varsity Music. Deux ans plus tard, il finance et développe son propre studio grâce à des fonds récoltés en faisant divers actions dans le voisinage. Il sort ensuite diplômé de la Flint Powers Catholic High School.

### Débuts et premières mixtapes (2005-2010)

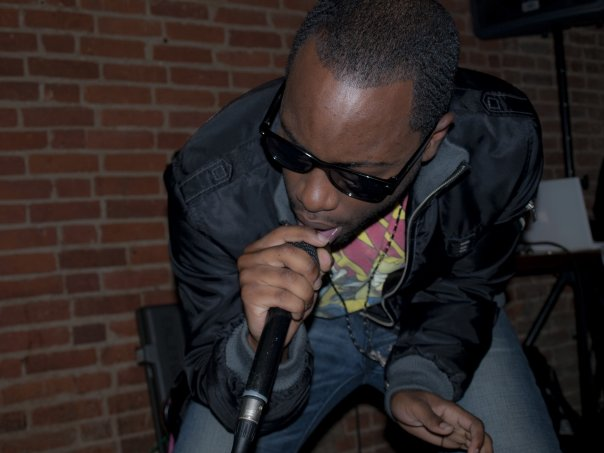
Jon Connor

En janvier 2005, Connor publie sa première mixtape officielle, The Calling, Pt. 1: The Prequel. En 2006, il poursuit avec la mixtape Everybody Hates Connor,. Sa 3e mixtape, The Calling Pt. 2: The Second Coming, sort en 2008,. En septembre 2010, il publie sa quatrième mixtape, inspirée par la série télévisée Entourage, Jon Connor as Vinnie Chase: Season One.

### SalvationetSeason 2(2011)
En juillet 2011, Jon Connor publie l'album Salvation, en collaboration avec le producteur Rob « Reef » Tewlow, qui a notamment travaillé pour 50 Cent ou Bad Meets Evil,. La critique est alors assez positive,. Toujours en 2011, Jon Connor est en négociations pour signer chez Def Jam, mais aucun accord n'est trouvé. En décembre 2011, il publie une nouvelle mixtape, Season 2, qui fait suite à Jon Connor As Vinnie Chase. On y retrouve des collaborations avec GLC et Freeway. La mixtape enregistre 130 000 téléchargements sur Bandcamp en 3 mois.

### SérieBest in the WorldetWhile You Were Sleeping(2012)
En février 2012, Jon Connor publie la mixtape The Blue Album, dans laquelle il rappe sur des instrumentales de Jay-Z extraites de The Blueprint, The Blueprint²: The Gift and The Curse et The Blueprint 3,. Il explique sur MTV qu'il a écrit les textes de la mixtape en seulement quatre jours. Adam Fleischer du magazine XXL publie une critique assez positive de la mixtape.
En avril 2012, Jon Connor publie la deuxième mixtape de sa série Best in the World, The People's Rapper LP, où il rappe cette fois sur des instrumentales d'Eminem,,,. En juillet 2012, il publie sa 8e mixtape, While You Were Sleeping, avec notamment Bun B, Mistah Fab, GLC, Kid Ink et Killa Kyleon,. Contrairement à ses mixtapes précédentes, While You Were Sleeping ne contient que des productions originales, composées par Jon Connor et son équipe de production The World's Greatest Music, ainsi que par Brix.
Entre 2012 et 2013, Jon Connor est en tournée avec Xzibit, qui lui présente Dr. Dre,. En juillet 2013, Jon Connor publie son premier album studio en solo, Unconscious State, via son label, All Varsity Music. On y retrouve les apparitions de Danny Brown, Chris Webby, Freddie Gibbs, Royce da 5'9" ou encore Talib Kweli. L'album atteint la 35e place du Billboard Top R&B/Hip-Hop Albums et la 7e au classement Billboard Heatseekers Albums.

### Unconscious Stateet Aftermath Entertainment (depuis 2013)
En juillet 2013, il est révélé que Jon Connor a récemment été en studio avec Dr. Dre,. Jon Connor raconte sur MTV qu'il y a eu une véritable alchimie entre eux. Dr. Dre le signe quelques mois plus tard sur son label, Aftermath Entertainment. Jon Connor révélera cette signature à la fin d'un freestyle lors des BET Hip Hop Awards 2013,.
En mars 2014, Jon Connor publie une nouvelle mixtape de sa série Best in the World, intitulée The Late Registration of a College Dropout Who Had a Dark Twisted Fantasy of 808s and Heartbreak et inspirée des albums de Kanye West. Il enchaine ensuite avec la mixtape BestInTheWorld: A Tribute To The Notorious B.I.G. Vol 1 en avril 2014, où il rappe sur des instrumentales de morceaux de The Notorious B.I.G.. Toujours en 2014, le magazine XXL le range parmi les « freshman class » de 2014.
En 2015, il participe à deux titres de l'album évènement de Dr. Dre, Compton.

## Discographie

### Albums studio
- 2013 : Unconscious State

### Album collaboratif
- 2011 : Salvation (avec Rob « Reef » Tewlow)

### Mixtapes
- 2005 : The Calling Pt. 1
- 2006 : Everybody Hates Connor
- 2008 : The Calling Pt. 2: The Second Coming
- 2010 : Jon Connor As Vinnie Chase: Season 1
- 2011 : Season 2
- 2012 : The Blue Album
- 2012 : The People's Rapper LP
- 2012 : While You Were Sleeping
- 2014 : BestInTheWorld: The Late Registration of a College Dropout Who Had a Dark Twisted Fantasy of 808s and Heartbreak
- 2014 : BestInTheWorld: A Tribute To The Notorious B.I.G. Vol. 1

### Singles
| High                                                                           | 2011 | — | — | — | NC |
| Pull the Plug (featuring Statik Selektah)                                      | 2013 | — | — | — | NC |
| « — » signifie que le titre n'est pas publié ou n'est pas classé dans le pays. |      |   |   |   |    |